# Walter Matthes
Walt(h)er Matthes (* 3. September 1901 in Halberstadt; † 20. Januar  1997 in Bosau, Kreis Ostholstein) war ein deutscher Prähistoriker. Er lehrte 1934–1946	und 1948–1969 als Professor für Vorgeschichte und germanische Frühgeschichte an der Universität Hamburg. Laut Geburtsurkunde wurde er als Walter Matthes geboren, änderte jedoch ab 1934/35 öfter die Schreibweise seines Vornamens, vorwiegend in Walther.

## Leben und Wirken
Walter Matthes wurde als zweiter Sohn des Lehrers Paul Matthes (* 1871) und der Elisabeth geb. Stegemann 1901 in Halberstadt geboren. Durch die Tätigkeit des Vaters zog die Familie mehrfach um und so besuchte er die Schule in Belgard und Neuruppin.
Matthes studierte von 1920 bis 1925 an den Universitäten Berlin, Marburg und Budapest die Fächer Ur- und Frühgeschichte, Geschichte, historische Geographie und Philosophie. Im Jahr 1925 wurde er in Berlin bei Hubert Schmidt promoviert. Ab 1. Oktober 1924 bis 31. März 1925 übernahm er am Märkischen Museum die Verwaltung einer Wanderausstellung über vorgeschichtliche Altertümer. Von 1925 bis 1928 war er mit der Durchführung der archäologischen Landesaufnahme des Landkreises Ostprignitz betraut. Danach wirkte er 1928 bis 1934 als Leiter des Oberschlesischen Landesmuseums in Beuthen.
Seit 1932 arbeitet er im Reichsbund für Deutsche Vorgeschichte von Hans Reinerth mit. 1933 wurde er Mitglied der SA und zum 1. Mai 1937, nach Ende der Aufnahmesperre, trat er der NSDAP bei (Mitgliedsnummer 4.087.250). Zum 1. April 1934 wurde er ohne Habilitation ordentlicher Professor für „Vorgeschichte und Germanische Frühgeschichte“ an der Universität Hamburg und gleichzeitig Leiter der prähistorischen Abteilung am Hamburger Völkerkundemuseum. Von 1934 bis 1946 war er zudem Institutsdirektor und von 1935 bis 1937 Dekan der Philosophischen Fakultät. Von 1941 bis Kriegsende war er für die Vorgeschichtsabteilung des Einsatzstab Reichsleiter Rosenberg tätig. 1941 und 1942 war er für jeweils sechs Wochen in der Bretagne eingesetzt, von Herbst 1942 bis Herbst 1943 in der besetzten Sowjetunion, von März bis Dezember 1944 unternahm er eine Forschungsreise durch Italien.
Im Januar 1946 wurde er als Belasteter entlassen und bis Januar 1947 interniert. 1948 wurde er als entlastet eingestuft, die zuständige Behörde verweigerte ihm jedoch trotzdem die Rückkehr auf seine Professur. Erst nach mehreren Prozessen konnte er seine Professur 1951 wieder antreten. Zugleich war er Direktor des Seminars für Vor- und Frühgeschichte. Zum 30. September 1969 wurde er emeritiert.
Danach beschäftigte er sich gemeinsam mit Rolf Speckner besonders mit der Erforschung der Externsteine. Walter Matthes war Anthroposoph, was besonders in seinen späten Arbeiten zum Ausdruck kommt.

## Seine Schriften (Auswahl)
- Urgeschichte des Kreises Ostprignitz. C. Kabitzsch, Leipzig 1929.
- Grundzüge der oberschlesischen Besiedlungsgeschichte in ur- und frühgeschichtlicher Zeit. Oberschlesische Provinzialdenkmalpflege für kulturgeschichtliche Bodenaltertümer, Ratibor 1931.
- Die nördlichen Elbgermanen in spätrömischer Zeit. Kabitzsch, Leipzig 1931.
- Die Germanen in der Prignitz zur Zeit der Völkerwanderung. Kabitzsch, Leipzig 1931.
- Die Entdeckung der Campignienkultur in Oberschlesien. Oberschlesische Provinzialdenkmalpflege für kulturgeschichtliche Bodenaltertümer, Ratibor 1932.
- Eiszeitkunst im Nordseeraum. Niederelbe-Verlag, Otterndorf 1969.
- Corvey und die Externsteine. Schicksal eines vorchristlichen Heiligtums in karolingischer Zeit. Urachhaus, Stuttgart 1982, ISBN 3-87838-369-X.
- mit Rolf Speckner: Das Relief an den Externsteinen. Ein karolingisches Kunstwerk und sein spiritueller Hintergrund. Ed. Tertium, Ostfildern 1997, ISBN 3-930717-32-8.